# Диема Екстра
Диема Екстра (стилизирано като DIEMAXTRA) е български платен пакет от телевизионни канали, включващ каналите Диема Спорт, Диема Спорт 2, Диема Спорт 3 и Трейс Спорт Старс.

## Плей Диема Екстра
Плей Диема Екстра (изписвано като PLAY DIEMAXTRA) е абонаментна стрийминг услуга, която осигурява пълен достъп до каналите от пакета на живо и в HD качество. Създадена е в партньорство с американската технологична компания NeuLion и е пусната на 5 февруари 2018. 
Използването на технологията Adaptive Streaming прави платформата достъпна на всички популярни устройства, ползващи Интернет (компютри, таблети, смартфони), и може да се ползва както през WiFi, така и през мобилна 3G или 4G мрежа с адаптивно качество.
Приложението за мобилни устройства може да се изтегли в Apple Store и Google Play. За да активира абонамента си, потребителят трябва да се регистрира в сайта на услугата.
Приложения за стрийминг на аудио и видео от типа на AirPlay  за потребителите на Apple и Chromecast за останалите позволяват предаванията да бъдат прехвърлени на екрана на телевизор с висока резолюция (качеството зависи от производителността на излъчващото устройство).
Плей Диема Екстра поддържа 7-дневен архив на най-важните спортни събития.